# Kawkareik
Kawkareik är ett distrikt i Myanmar.   Det ligger i delstaten Karen, i den södra delen av landet, 400 km sydost om huvudstaden Naypyidaw.